# Leptogaster cheriani
Leptogaster cheriani là một loài ruồi trong họ Asilidae. Leptogaster cheriani được Bromley miêu tả năm 1938. Loài này phân bố ở miền Ấn Độ - Mã Lai.